# Eunice senta
Eunice senta är en ringmaskart som först beskrevs av Moore 1902.  Eunice senta ingår i släktet Eunice och familjen Eunicidae. Inga underarter finns listade i Catalogue of Life.